# Segunda revolución química
La idea de revolución científica fue acuñada por Thomas Kuhn en 1962 en su obra La estructura de las revoluciones científicas y se refiere al momento histórico en el que cualquier área científica hace un cambio de paradigma. La segunda revolución química se refiere al intervalo del tiempo entre 1855 y 1875 en la cual cambió la forma de entender la estructura de la materia al proponerse más modelos moleculares extensivos y auxiliares.

## Antecedentes
A principios del siglo XIX, había una ardua lucha entre equivalentistas y atomistas, ya que aún no se ponían de acuerdo de  cómo estaba conformada la materia, de esta discusión saldrían victoriosos los atomistas. En general los átomos eran considerados por la física como partículas inelásticas o puntos inerciales, por su parte, la química se adhirió a la hipótesis de Dalton que los postulaba como los componentes esenciales de los elementos químicos. Muchos científicos destacados consideraban que el átomo era un concepto útil que representaba a una reacción química, pero negaba su existencia como partícula material.
Por otro lado, también existía una gran incertidumbre acerca de la composición exacta de las sustancias conocidas, pues muchas veces se le asignaban diferentes composiciones a una misma sustancia y a pesar de los métodos cuantitativos propuestos desde el siglo XVIII, los experimentos eran poco reproducibles y causaban gran cantidad de errores.

### La teoría atómica
Además de los trabajos de Lavoisier, Dalton conocía los trabajos sobre la combinación química de Proust y Richter y al intentar explicar la solubilidad de distintos gases en agua, propuso su teoría atómica, construyendo modelos atómicos de madera, esto permitió observar cómo se intercambian los átomos entre las moléculas, permitiendo primero modelar y luego intentar sintetizar nuevas sustancias.

### Las leyes de los gases
Gay-Lussac y Cavendish observaron que el hidrógeno y el oxígeno formaban agua en una relación volumétrica de 2:1, concluyendo que todos los gases siempre se combinaban en la relación más simple cuando interactuaban entre sí. Posteriormente el químico italiano Avogadro pudo diferenciar entre moléculas y átomos considerando que dos átomos iguales se pueden combinar para formar una molécula, a su vez, propuso la hipótesis de que volúmenes iguales de gases distintos deben tener el mismo número de partículas.

### Ideas electroquímicas del enlace

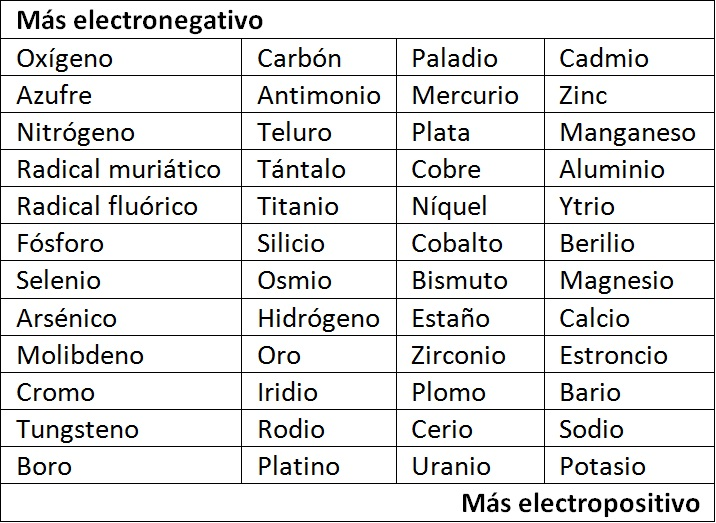
Tabla que representa la escala de electronegatividad propuesta por Berzelius en el siglo XIX

Las primeras nociones de que el enlace químico era de naturaleza eléctrica se obtuvieron de los resultados de los experimentos de los científicos ingleses Nicholson y Carlisle quiénes lograron descomponer el agua en hidrógeno y oxígeno mediante el paso de corriente eléctrica.
Por otro lado, Berzelius desde 1802 descubrió que las sales alcalinas se descomponían en ácidos y bases utilizando este proceso conocido como electrólisis. Berzelius consideraba que los átomos de los diversos elementos eran dipolos eléctricos con una carga predominantemente positiva o negativa, de ahí surgió un sistema dualístico que permitía entender las diversas combinaciones químicas. Como resultado de estos estudios también propuso la nomenclatura que se estila actualmente con los símbolos de los elementos químicos, cuya primera letra es la inicial del nombre y la segunda es la primera consonante del nombre en latín.

## El Congreso de Karlsruhe
En 1860, se convocó a una reunión internacional de químicos para que discutieran sobre la definición de ideas químicas, así como establecer una nomenclatura uniforme. El congreso se llevó a cabo en la ciudad de Karlsruhe en Alemania del 3 al 5 de septiembre. La lista de participantes constó de 127 químicos, provenientes de 12 países distintos.
Los temas que se discutieron durante la reunión fueron los siguientes:
- Diferencias entre los conceptos de molécula y átomo.
- La noción de átomo compuesto.
- La noción de equivalente.

Con respecto a los temas discutidos, se definió a la molécula como la partícula más pequeña que puede participar o resultar de una reacción química y al átomo como la partícula más pequeña que puede contener una molécula; la noción de átomo compuesto se cambió por el término "radical" y el equivalente es un término independiente de los conceptos de átomo y molécula.

## Avances científicos de la segunda revolución química

### Cambios en la experimentación
Después de diversos experimentos y de que la química se encontraba en un caos científico, surgió una gran inquietud entre los químicos para poner orden. En este punto cabe mencionar al químico alemán Justus von Liebig quien destacó por sus aportes en la enseñanza de la química, ya que fue al primero que se le ocurrió utilizar laboratorios para la docencia de esta área, uniendo estrechamente la investigación con la aplicación. Uno de los estudiantes de von Liebig fue el químico alemán Friedrich Wöhler, cuya aportación más destacada a esta época fue romper el tabú entre la separación de la química orgánica con la inorgánica cuando logró sintetizar úrea a partir de compuestos inorgánicos.

### La teoría de los tipos
El químico Charles Gerhardt desarrolló una teoría basándose en los trabajos experimentales de la época, la cual consistía en clasificar a los compuestos por al tipo que pertenecían. La ventaja de esta teoría es que comenzó a tener valor predictivo aproximándose a verdaderas formas estructurales, de tal manera que se empezaron a reconocer grupos especiales como el carbonilo, aldehídos, cetonas y alcoholes.

### La teoría de valencia
El químico inglés Edward Frankland demostró que el nitrógeno, fósforo, arsénico y antimonio se combinan con radicales orgánicos en relaciones 1:3 y 1:5, mientras que el zinc, mercurio y oxígeno lo hacen en relaciones 1:2. Estos hechos lo condujeron a descubrir que independientemente de cuál sea el carácter de los átomos que se uniesen, el poder de combinación del elemento atractivo siempre se satisface con el mismo número de átomos, este poder de combinación después fue conocido como valencia.

### Estructura molecular
En 1858, de manera independiente el químico alemán August Kekulé y el químico escocés Archibald Couper sugirieron que el átomo de carbono era tetravalente, dejando abierta la posibilidad de construir estructuras con átomos de carbono, tanto líneales como ramificadas. Posteriormente, en 1861, Aleksandr Bútlerov generalizando las ideas de Kekulé y Couper introdujo el término de estructura química, la cual es la razón por la que se presentan enlaces mutuos entre los átomos de una molécula, logrando que se identificaran las diferencias estructurales de algunos isómeros.

### Masas atómicas
Ser Para asignar masas atómicas el primer paso fue identificar las sustancias elementales, destacando la colaboración de Robert Bunsen y Gustav Kirchhoff, pioneros de la espectroscopia, ya que calentando los distintos elementos químicos emiten un espectro característico de luz. Para la determinación de las masas atómicas, se consideraba la proporción de los elementos dentro de un compuesto, por ejemplo, el oxígeno tiene una masa 16 veces hay mayor a la del hidrógeno. Posteriormente Berzelius recalculó las masas atómicas utilizando los trabajos de Mitscherlich y la  ley de Dulong y Petit. Mitscherlinch propuso la ley del isomorfismo, la cual dice que cuando dos sustancias cristalizan de manera similar, deben tener fórmulas químicas análogas. Mientras que Dulong y Petit establecieron que cualquier masa atómica multiplicada por su calor específico siempre daba un factor de 6.3.

### Clasificación de los elementos químicos y la ley periódica

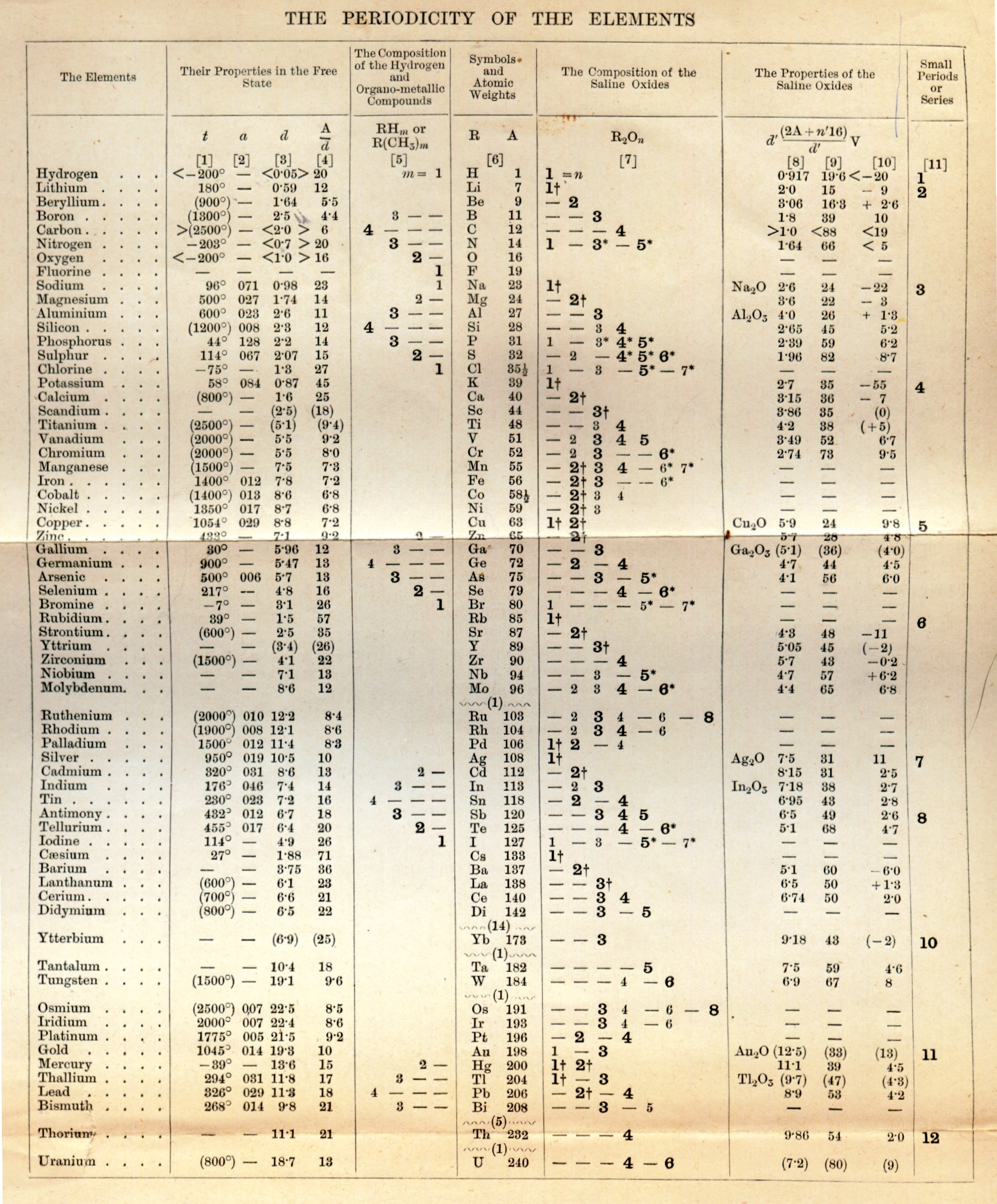
Trabajo de Mendeléyev donde demuestra la periodicidad de los elementos químicos.

Después de que se identificaron propiedades parecidas en distintos elementos químicos, se trataron de sistematizar estas observaciones. Una primera propuesta fue la de las triadas de Döbereiner. Posteriormente, en 1862 el geólogo francés Alexandre Chancourtois propuso que se ordenaran los elementos químicos por su masa atómica, acomodados en una línea enrollada helicoidalmente a un cilindro, destacando que aquellos elementos que se encontraban en las líneas verticales tenían propiedades muy similares. Después el químico inglés John Newlands propuso la Ley de las octavas, de tal manera que si se acomodaban los elementos por su masa atómica, el octavo era una repetición del primero como si fuese una escala musical. Algunos años después y realizando trabajos independientes, Meyer y Mendeléyev expresaron en sus investigaciones que había periodicidad de propiedades químicas y físicas en los elementos acomodados por su masa atómica

## Otras lecturas
- Carlos F. De la Mora, "Diseño y validación de material didáctico para la enseñanza de la Segunda Revolución Química", Facultad de Química, UNAM, marzo de 2013.

- William B. Jensen, "Logic, History, and the Chemistry Textbook: III. One Chemical Revolution or Three?", Journal of Chemical Education, Vol. 75, No. 8, August 1998

- Datos: Q28502534